# 巴戟醌
巴戟醌是一种蒽醌衍生物，分子式C15H10O5，存在于檄樹（学名：Morinda citrifolia）等巴戟天属（Morinda）植物中。